# Adonisea brucei
Adonisea brucei är en fjärilsart som beskrevs av Smith 1891. Adonisea brucei ingår i släktet Adonisea och familjen nattflyn. Inga underarter finns listade i Catalogue of Life.